# K Line

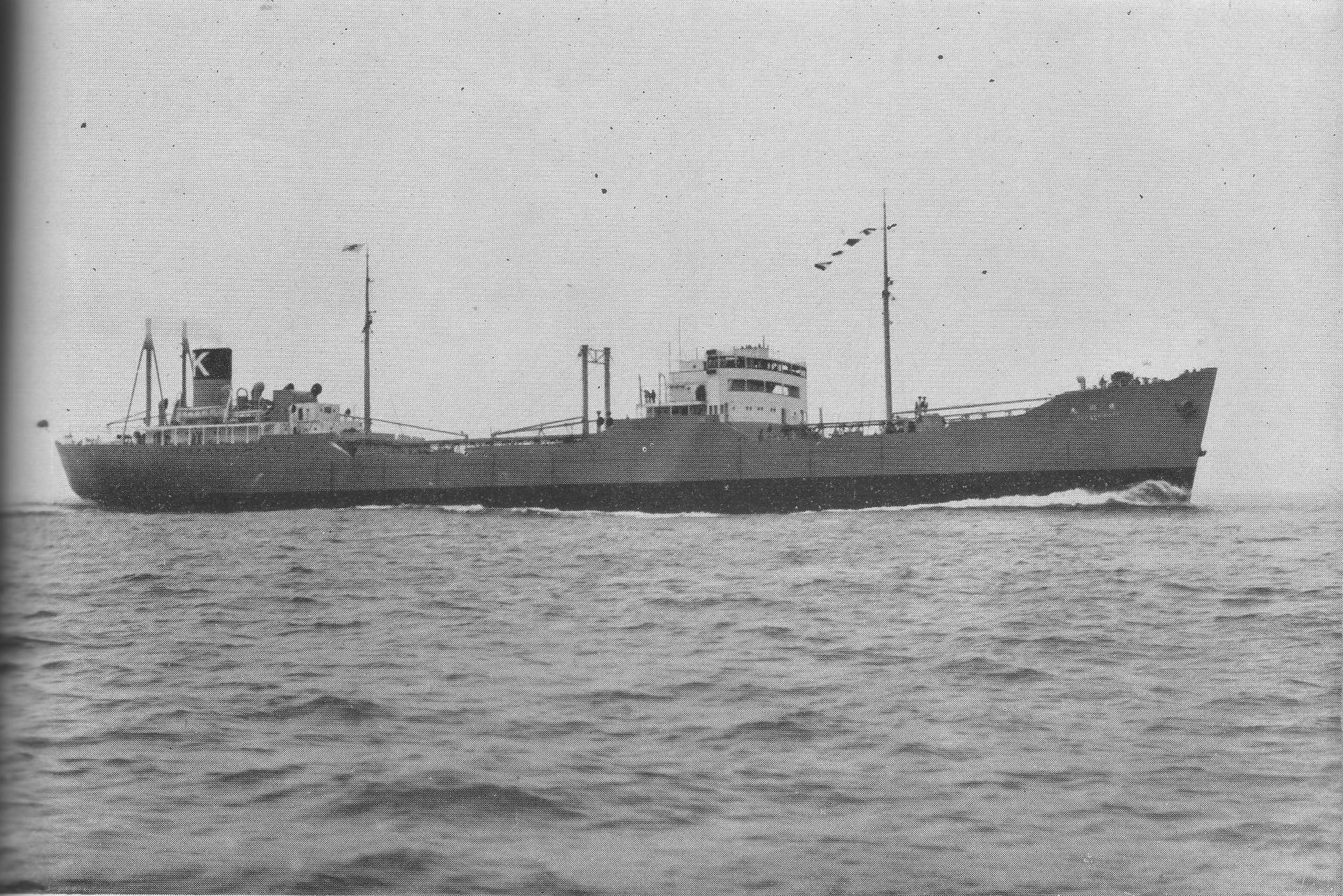
Takekawa Maru (ca. 1935)

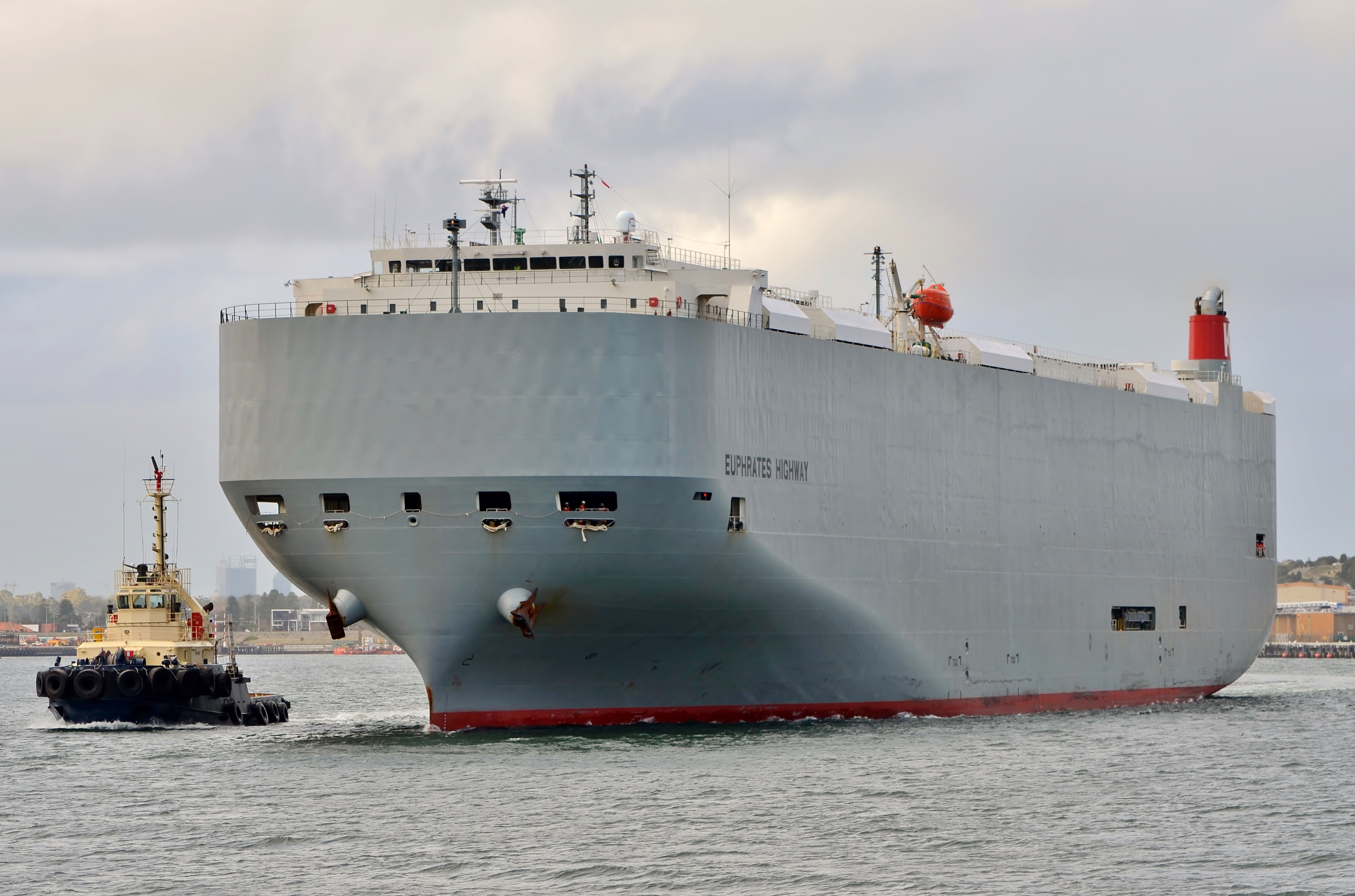
Autoschip Euphrates Highway

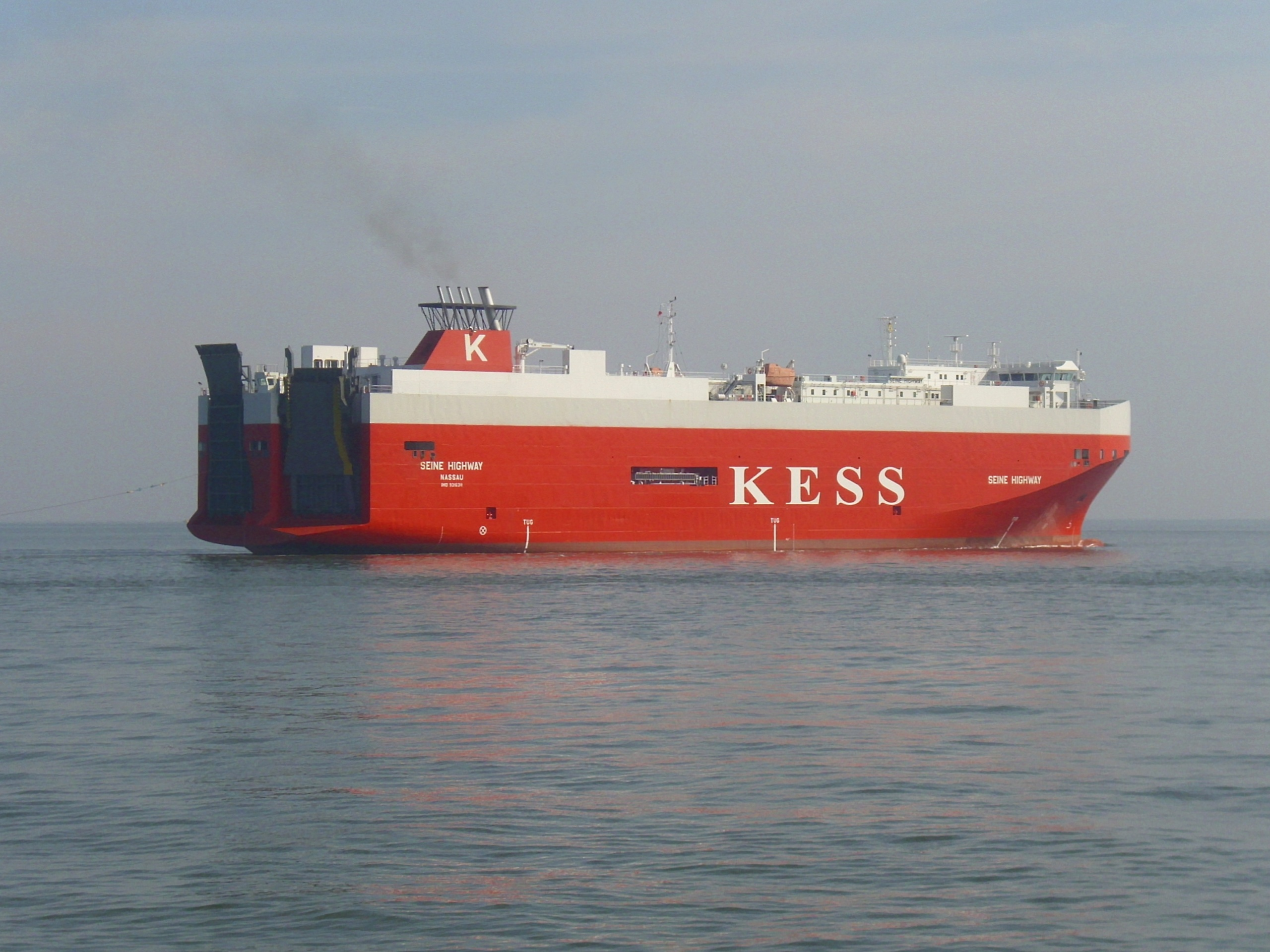
KESS Seine Highway

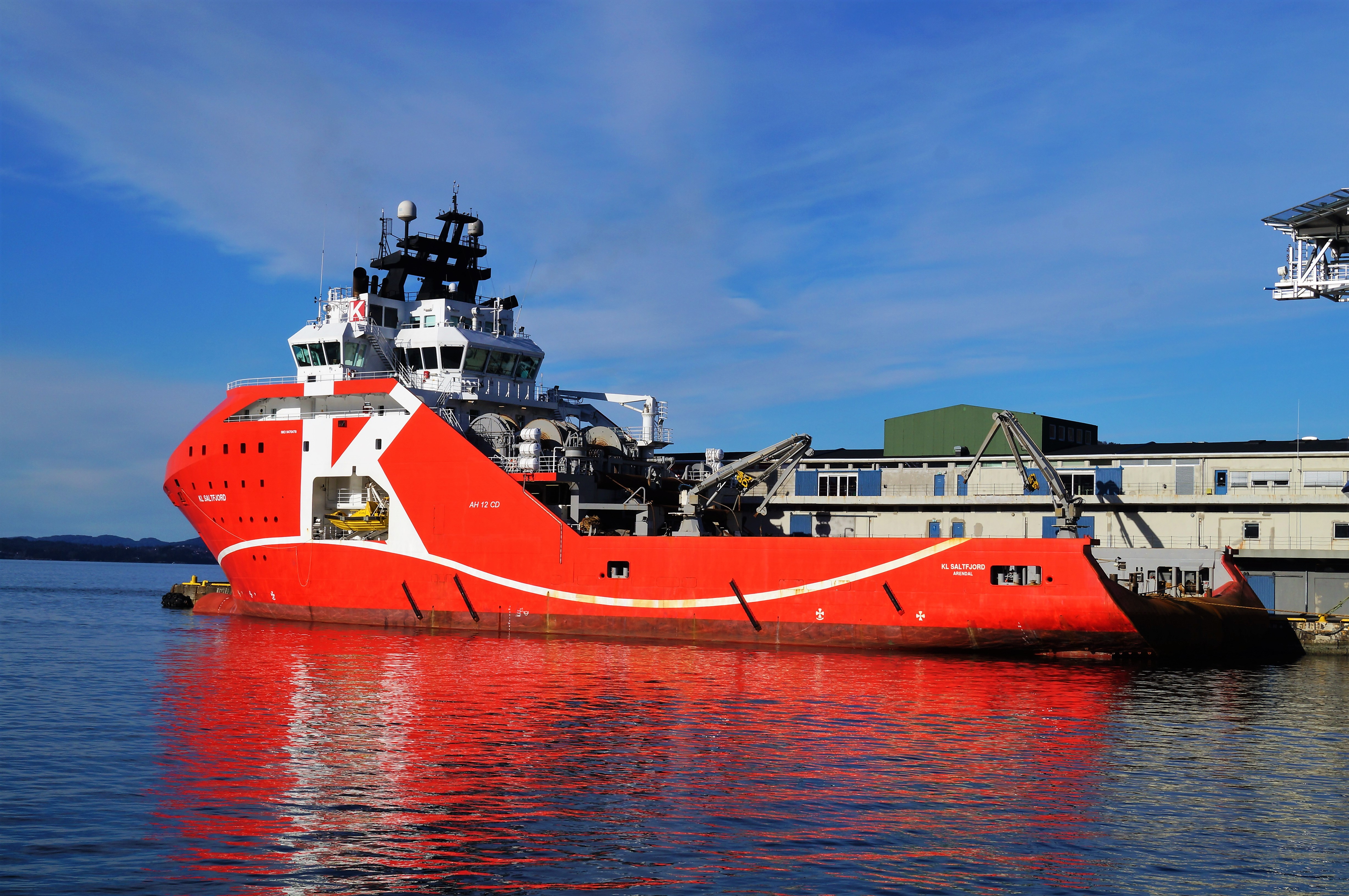
KL Saltfjord

Kawasaki Kisen Kaisha, Ltd. (Japans: 川崎汽船株式会社, Kawasaki Kisen Kabushiki-gaisha) is een grote Japanse rederij. Vaak wordt de naam afgekort als "K" Line of  "K" LINE). Het heeft een vloot van meer dan 400 schepen en diverse containerterminals.

## Activiteiten
De vloot bestaat uit zo'n 450 schepen in eigendom of onder charter/joint ownership en is hiermee een grote rederij.
De activiteiten zijn in drie groepen verdeeld, waarvan de bijdrage aan de omzet van de laatste groep met zo’n 50% veruit de grootste is:
- Dry Bulk, voornamelijk voor het transport van bulkgoederen zoals ijzererts, steenkool, graan en bosproducten.
- Energy Resource Transport, producten als olie- en olieproducten en vloeibaar aardgas, maar ook offshorediensten.
- Product Logistics, denk hierbij aan auto’s en containers. De grootste deelneming betreft een minderheidsbelang in containerrederij Ocean Network Express (ONE). Het heeft containerterminals in Japan, de westkust van de Verenigde Staten en is een van de drie aandeelhouders in de Antwerp International Terminal, met twee vestigingen.

Het bedrijf heeft een gebroken boekjaar dat per 31 maart stopt.

## Geschiedenis
K Line werd in april 1919 opgericht door de voorloper van Kawasaki Heavy Industries. Dit laatste bedrijf is in 1878 opgericht door Kawasaki Shōzō (川崎 正蔵) en hij begon de activiteiten met een scheepswerf in Tokio. Na de Eerste Wereldoorlog zakte de vraag naar nieuwe schepen in en de scheepswerf had veel onverkochte schepen. Om deze nuttig te gebruiken begon Kawasaki een eigen rederij.
In 1921 werd de naam "K" Line aangenomen. De schepen kregen als logo een witte letter K op een rode achtergrond op de schoorsteen. Volgens Lloyds bereikte de rederij in 1926 de 13e plaats op de wereldranglijst van grotere rederijen, achter landgenoot NYK (9e plaats) maar voor OSK (14e plaats).
In de Tweede Wereldoorlog ging het grootste deel van de vloot in de strijd verloren, 56 schepen met 1400 zeelui gingen ten onder. Direct na de oorlog had K Line nog slechts 12 schepen. Na de oorlog begon een periode van wederopbouw mogelijk gemaakt door de groei van de Japanse industriële productie en economie. De scheepvaartactiviteiten waren aanvankelijk regionaal gebonden, maar een uitbreiding buiten Oost-Azië volgde met de jaren. De aanvoer van grote hoeveelheden grondstoffen was noodzakelijk om de Japanse industrie te laten functioneren.
In de jaren 60 ging de rederij samenwerken met andere Japanse rederijen op het gebied van de containertransport. Het was een nieuwe vorm van transport en vereiste veel kapitaal waardoor de risico’s om het alleen te doen als te hoog werd ervaren. Door de stijging van het containervervoer gingen de rederijen, waaronder ook K Line, steeds meer zelfstandig optreden. In 1969 startte K Line een dienst op de Amerikaanse westkust en in 1971 werd een containerterminal geopend in de haven van Long Beach.
In 1970 kwam ook het eerste gespecialiseerde schip voor het transport van motorvoertuigen in de vaart, de Toyota Maru No. 10. Voor die tijd werden auto's vervoerd op conventionele schepen. De focus lag eerst op de exportstromen vanuit Japan, maar in juli 2003 begon K Line Europe Short Sea (KESS) met haar activiteiten. Het legde zich toe op het transport van voertuigen tussen Europese havens. Alle roroschepen eindigen de naam met "Highway" en de containerschepen met "Bridge".
In de jaren 80 kwam het transport van vloeibaar aardgas op. K Line investeerde ook in speciale lng-gastankers om in de transportvraag te voorzien. Het waren ook twee moeilijk decennia, door de eerste en tweede oliecrisis stegen de olieprijzen sterk waardoor de brandstofkosten fors opliepen en de resultaten tegenvielen. De economische groei daalde waardoor de transportvolumes tegenvielen. Het Plaza-akkoord in september 1985 leidde tot een snelle appreciatie van de Japanse yen, de tarieven werden in dollars afgesproken maar in Japanse yens kreeg K Line minder inkomsten. Door rigoureus in de kosten te snijden, kon het bedrijf overleven.
Het nieuwe millennium ging goed van start voor K Line, in de eerste jaren werden hoge resultaten gerealiseerd en dit vertaalde zich in ambitieuze plannen. In maart 2008 bestond de vloot uit 499 schepen, maar in 2019, bij het 100-jarig bestaan, moest de vloot zijn uitgebreid naar 900 eenheden. Door het uitbreken van de kredietcrisis daalde de winst sterk en het boekjaar 2009 werd met een recordverlies van 70 miljard yen afgesloten. De grootste plannen zijn mede hierdoor nooit gerealiseerd.
In oktober 2007 werd K Line Offshore AS opgericht in Arendal in Noorwegen. Deze dochteronderneming verleende offshore ondersteunende diensten aan de olie- en gasindustrie. In december 2021 werd deze activiteit gestaakt en zijn de zes schepen verkocht aan de Noorse reder REM Offshore.
In oktober 2016 maakten K Line, Mitsui O.S.K. Lines en Nippon Yusen bekend hun containeractiviteiten onder te brengen in een nieuw bedrijf met de naam is Ocean Network Express (ONE). Na de fusie ontstond de op vijf na grootste containervervoerder ter wereld met een marktaandeel van ongeveer 7%. In juli 2017 werd het nieuwe bedrijf geformaliseerd en vanaf 1 april 2018 worden de diensten samen uitgevoerd. K Line en Mitsui O.S.K. Lines hebben elk 31% van de aandelen en Nippon Yusen is de grootste aandeelhouder met een belang van 38%.
In 2019 vierde het bedrijf het 100-jarig bestaan.